# Chetna Sinha
Chetna Gala Sinha, née le 21 mars 1959, est une militante indienne, dans le domaine social,  travaillant notamment  à favoriser l'autonomie économique des femmes dans les zones rurales.

## Biographie
Née en mars 1959 à Bombay, elle termine en 1982 des études supérieures en commerce et en économie à Université de Mumbai.
Elle est la fondatrice et présidente de la banque Mann Deshi Mahila Sahkar, un organisme financier pratiquant la microfinance et apportant des prêts aux femmes ayant un projet économique, dans les zones rurales. Elle est également fondatrice et présidente de la Fondation Mann Deshi. La banque Mann Deshi Mahila Sahkari a été la première banque du pays, créée pour et par les femmes rurales, à être reconnue par la Banque de réserve de l'Inde (RBI). Chetna Sinha a subi tout d'abord un revers en 1996 lorsque la RBI a rejeté sa demande. Un moment abattue, elle a été incitée à organiser des cours d'alphabétisation. Cinq mois plus tard, elle est retournée à la RBI, avec un nouveau projet. Sur vingt ans, de 1997, date de la mise en place de l'organisme, à 2017, elle a aidé plus de 300 000 femmes,.
Le 13 novembre 2017, le Forum économique mondial annonce que Chetna Sinha fait partie d'une équipe de sept femmes qui  co-présideront la 48e réunion annuelle, à Davos, en Suisse, du 23 au 26 janvier 2018, animant les débats et établissant la synthèse finale. Les autres membres de cette équipe sont : Sharan Burrow, secrétaire générale, Confédération syndicale internationale (CSI), en Belgique ; Fabiola Gianotti, directrice générale de l'Organisation européenne pour la recherche nucléaire (CERN), Genève, en Suisse ; Isabelle Kocher, présidente d'ENGIE, en France ; Christine Lagarde, directrice générale  du Fonds monétaire international, à Washington ; Ginni Rometty, PDG de IBM, aux États-Unis ; et Erna Solberg, Premier Ministre de la Norvège,.
Chetna Sinha est également membre d'Ashoka.